# Charles Sturt University
Charles Sturt University – australijska państwowa uczelnia wyższa założona w 1989 roku i w sensie organizacyjnym należąca do stanu Nowa Południowa Walia, ale prowadząca działalność dydaktyczną także w stanie Wiktoria oraz w Australijskim Terytorium Stołecznym i kanadyjskiej prowincji Ontario. Posiada pięć głównych kampusów: w Albury, Bathurst, Dubbo, Orange i Wagga Wagga. Ponadto należą do niej mniejsze ośrodki w Sydney, Canberze, Goulburn, Broken Hill, Melbourne i Kanadzie. Uczelnia kształci ok. 36 tysięcy studentów, w tym ok. 24 tysięcy na studiach licencjackich oraz 9 tysięcy na studiach magisterskich i doktoranckich. Motto uniwersytetu stanowią słowa „dla dobra publicznego”, a patronem jest Charles Sturt, podróżnik zasłużony dla dokumentowania geografii australijskiego interioru. W Nowej Południowej Walii jest jedyną państwową uczelnią prowadząca zajęcia na zachód od Gór Błękitnych.

## Struktura
Uczelnia dzieli się na cztery wydziały:
- Wydział Sztuk (Nauk Humanistycznych)
- Wydział Biznesu
- Wydział Pedagogiki
- Wydział Nauk Ścisłych

## Galeria

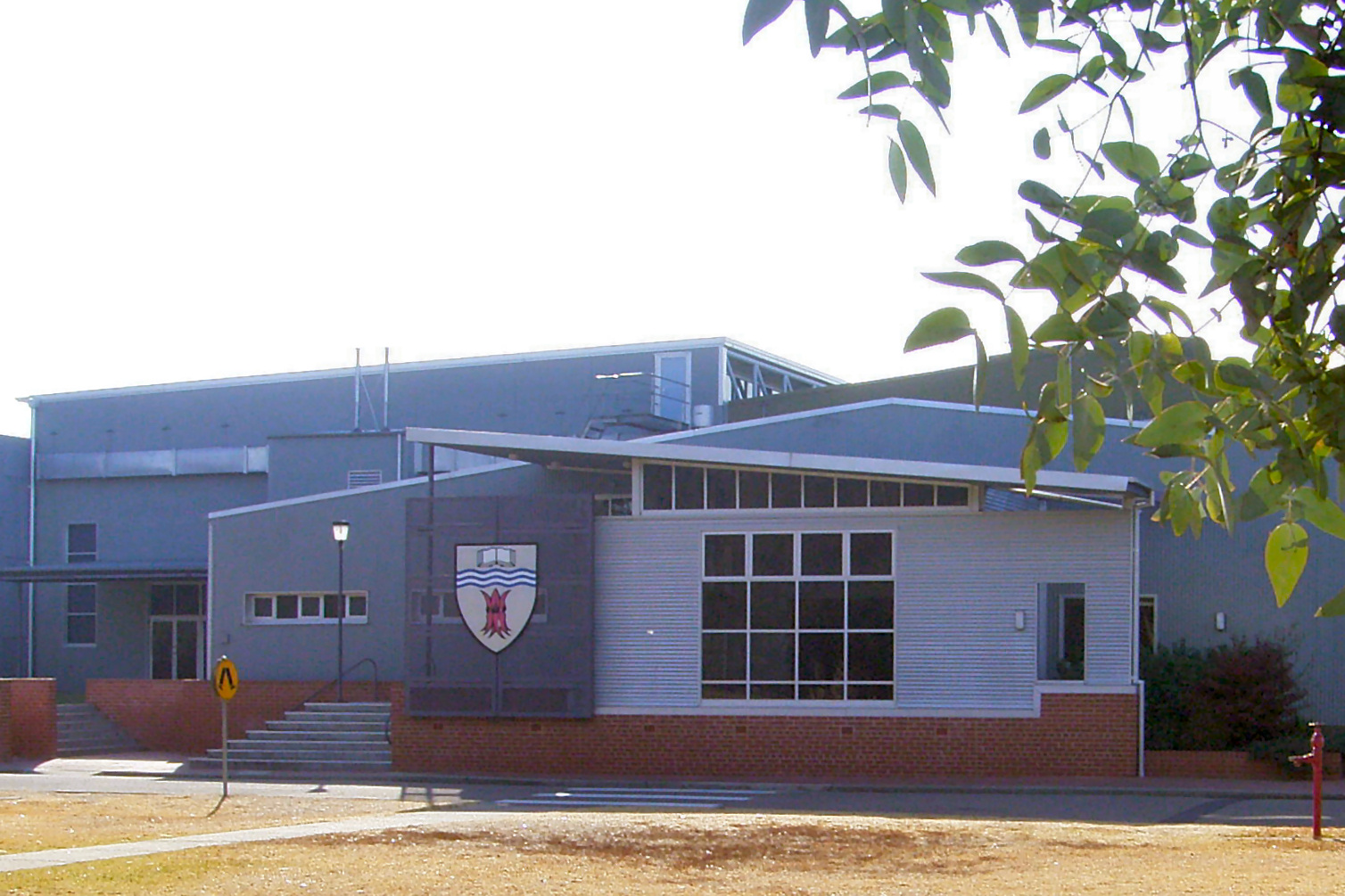
Sala gimnastyczna (kampus w Bathurst)
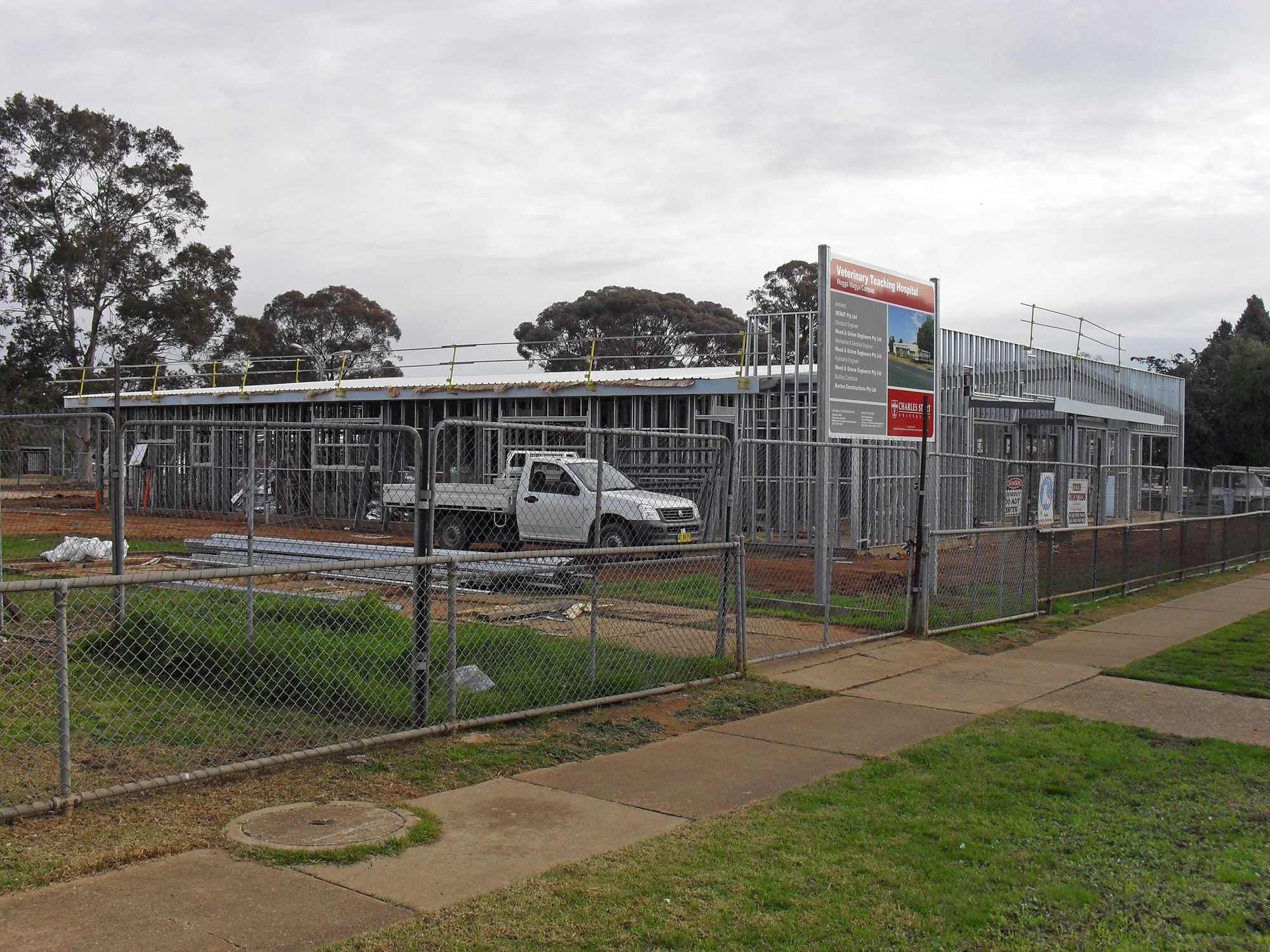
Klinika Weterynaryjna (Wagga Wagga)
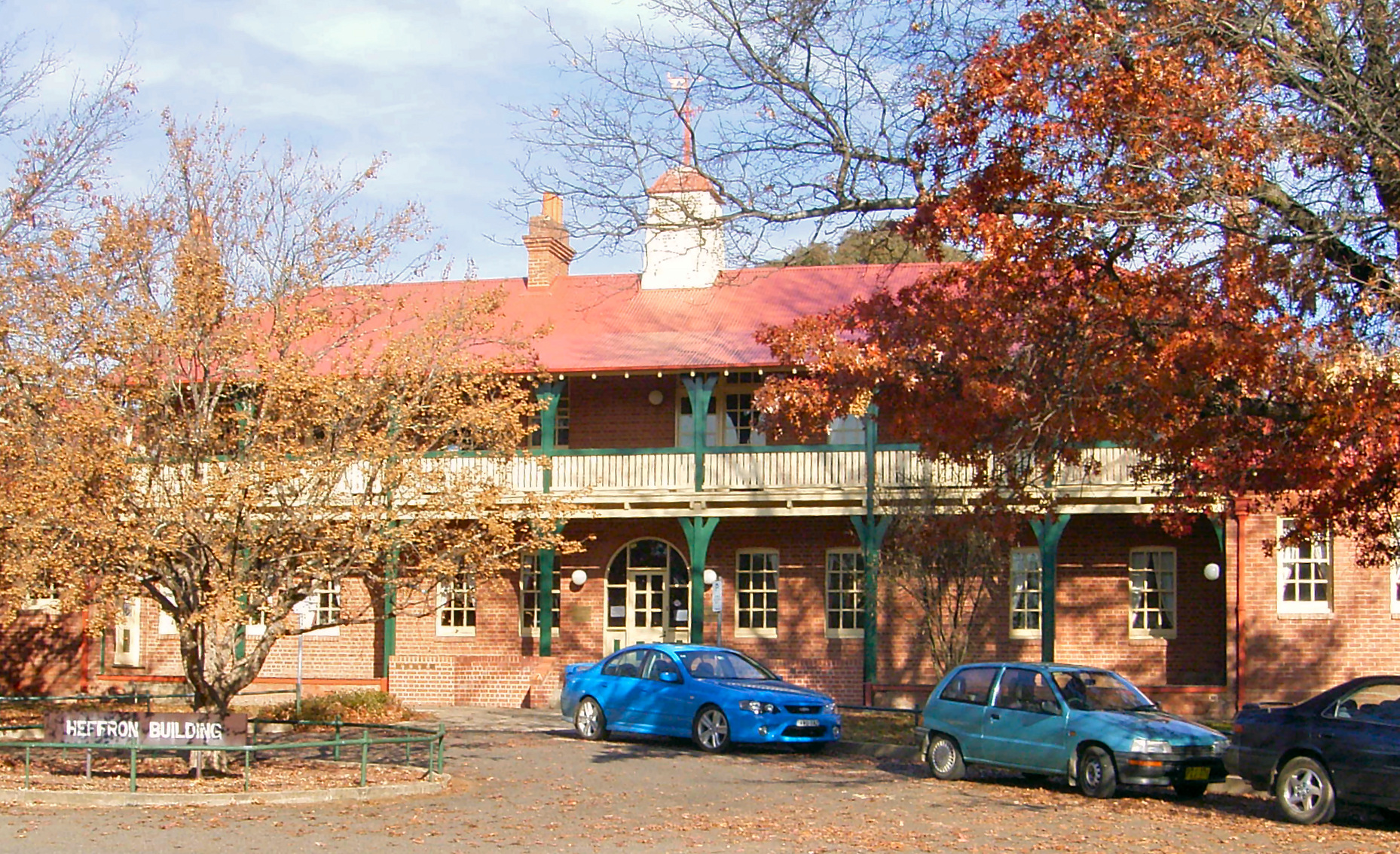
Heffron Building (Bathurst)
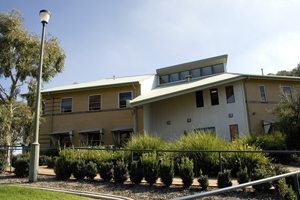
James Hagan Building (Wagga Wagga)